# Phaleria
Phaleria (von gr. φαλερός – glänzend) ist eine Käfergattung aus der Familie der Schwarzkäfer (Tenebrionidae).

## Merkmale
Es sind relativ kleine, meist 4 bis 9 Millimeter große Käfer mit einem ovalen Körperumriss und einer meist braungelben Färbung. Der Kopf ist bis zu den Augen in den Halsschild eingelassen. Der Halsschild ist leicht quer, fast quadratisch geformt. Seine Basis ist beidseitig mit einem Längsstrich versehen und fein gerandet. Das Mesosternum ist am Vorderrand tief V-förmig eingedrückt. Die Elytren weisen eine fein punktierte Streifung auf.
Die Fühler sind eher kurz, kräftig und entspringen wie bei allen Schwarzkäfern unter einer randförmigen Erweiterung der Wangen. Ihre Einlenkung ist daher von oben nicht sichtbar. Die Beine sind ebenfalls kurz und kräftig und apikal stark beborstet. Vor allem die vorderen Schienen sind zum Ende hin verbreitert und abgeflacht (Grabbeine). Die Augen sind relativ groß, quer und nierenförmig.

## Lebensweise
Man findet die Tiere fast ausschließlich an sandigen Stränden an der Küste. Sie sind halobiont und auf relativ grobes und loses Substrat angewiesen, in dem sie graben können. Sowohl die Imagines als auch ihre Larven sind nachtaktiv und verbringen den Tag bis zu mehr als 10 Zentimeter tief eingegraben in den oberen Sandschichten des Eulitoral. Die Nahrung besteht aus Detritus in Form von Aas und angespültem Pflanzenmaterial. Daher versammeln sie sich oft in größeren Gruppen unter gestrandetem Tang und Seegras. Sie sind voll flugfähig. Die Käfer sind häufig die Beute von größeren Spinnen und Laufkäfern.
Oft gehören Phaleria-Arten zu den zahlenmäßig dominantesten Käferarten an Stränden. Trotzdem können sie als Indikatoren für die Qualität eines Strandes dienen, da sie auf besonders kleinräumige (Mikro-)Habitate spezialisiert sind und sehr empfindlich auf Störungen reagieren.

## Vorkommen
Phaleria ist mit Ausnahme Australiens, der Arktis und Antarktis an Küsten weltweit verbreitet. In Europa kommen 9 Arten vor, weltweit sind es mehr als 60.

## Arten (Europa)
- Phaleria acuminata Küster, 1852
- Phaleria atlantica Fauvel, 1899
- Phaleria bimaculata (Linnaeus, 1767)
- Phaleria cadaverina (Fabricius, 1792)
- Phaleria ciliata Wollaston, 1854
- Phaleria insulana Rey, 1890
- Phaleria ornata Wollaston, 1864
- Phaleria provincialis Fauvel, 1901
- Phaleria reveillierei Mulsant & Rey, 1858